# Општина Балотешти (Илфов)
Балотешти (рум. Baloteşti) општина је у Румунији у округу Илфов.
Oпштина се налази на надморској висини од 95 m.